# Basquetebol do Atlético Clube de Portugal
A equipa de Basquetebol do Atlético Clube de Portugal é a secção que representa a dita agremiação em competições nacionais e internacionais, porém atualmente desativada em seu setor sênior, localizado em Lisboa, Portugal. Manda seus jogos no Pavilhão da Tapadinha.

## Temporada por temporada
| Temporada | Nível | Liga    | Posição | Pós-temporada     |
| --------- | ----- | ------- | ------- | ----------------- |
| 2011-12   | 3     | CNB1    | 3º      | Quartas de finais |
| 2012-13   | 3     | CNB1    | 1º      | Finalista         |
| 2013-14   | 3     | 1ª Div. | 1º      | Promovidocampeão  |
| 2014-15   | 2     | Proliga | 9º      |                   |
| 2015-16   | 2     | Proliga | 3º      | Finalista         |
| 2016-17   | 3     | 1ª Div. | 6º      |                   |
| 2017-18   | 3     | 1ª Div. | 3º      |                   |
| 2018-19   | 3     | 1ª Div. | 4º      |                   |

fonte:eurobasket.com

## Palmares da secção
- 1 Campeonato da Primeira Divisão (2013-14)
- 2 Taça de Portugal de Basquetebol (1943-44,1953-54)
- 2 segundas divisões (1943-44, 1976-77)

## Artigos relacionados
- Liga Portuguesa de Basquetebol
- Proliga
- Supertaça de Portugal de Basquetebol